# Rivière Fraser (vattendrag i Kanada, lat 47,45, long -79,08)
Rivière Fraser är ett vattendrag i Kanada.   Det ligger i provinsen Québec, i den sydöstra delen av landet, 300 km nordväst om huvudstaden Ottawa.
I omgivningarna runt Rivière Fraser växer i huvudsak blandskog. Trakten runt Rivière Fraser är nära nog obefolkad, med mindre än två invånare per kvadratkilometer.